# توت نده
۳۰°۵۳′۱۸″ شمالی ۵۱°۲۰′۱۷″ شرقی / ۳۰٫۸۸۸۳۳°شمالی ۵۱٫۳۳۸۰۶°شرقی{{}}
توت نده، روستایی از توابع بخش مرکزی شهرستان دنا در استان کهگیلویه و بویراحمد ایران است.و بزرگترین روستا در شهرستان دنا میباشد.این روستا در کنار رودخانه بشار میان دامنه‌های دنا  و رو به روی بلندترین 
قله دنا قاش مستان دنا قرار دارد اطراف آن  انبوهی از درختان بلوط ، بنه ، کلخنگ، میباشد و پایین دست روستا شالیزارهای برنج می‌باشد.
که شمال روستا طبیعت بکر و کوه خرون و جنوب آن رودخانه  بشار میباشد .در کیلومتر35 جاده یاسوج_اصفهان و 17 کیلومتری مرکز شهرستان (سی سخت) قرار دارد 

دهستان توت نده ۱۷ عزیز تقدیم دفاع از وطن کرده است
مختصات جغرافیایی؛ 
۳۰°۵۳′۰۸″شمالی ۵۱°۲۰′۱۶″شرقی / ۳۰٫۸۸۵۶۱۹°شمالی ۵۱٫۳۳۷۷۵۵°شرقی
```
مساحت دهستان توت نده نزدیک به ۳۰ هزار هکتار میباشد
```

که خیلی از این زمینها اول زراعی بعد منابع طبیعی میباشد 
که دارای مزارع برنج ،جو ، گندم وعدس می‌باشد. 
```
درگیری سال ۴۲ در پی خلع سلاح پاسگاه توت نده به دنبال شورش جنوب از وقایع مهم وتاریخی این روستا می‌باشد . طایفه دلی از طوایفی بود که هیچ وقت زیر بار ظلم و ستم خوانین دوران نرفتند و خراج بده خوانین نبودند. شجاعت و برادریشون زبانزد عام  و خاص هست.
```

مردم این روستا از طایفه دلی می باشد ، که یکی از طوایف مستقل بویراحمد می باشند.
مردم طایفه دلی اکثراً قرابت فامیلی (نسبی) با همدیگر دارند  به چند زیر مجموعه(اولاد یا محلی بنکو) تقسیم می‌شوند و در حال حاضر هر کس با نام خاندان خویش شناخته می‌شود.

طایفه دلی تشکیل شده از ۴ روستا که شامل دمچنار، توت نده، گندیخوری، سرتنگ می باشند

## گردشگری و تفریحی
سرپر توت نده،
ساحلی رودخانه بشار،
آوایه توت نده

## جمعیت
این روستا مرکز دهستان توت نده می باشد و براساس سرشماری مرکز آمار ایران در سال 1390، جمعیت آن ۲۰۰۰ نفر ( بیش از 500 خانوار) بوده‌است.